# الدوري السويدي الدرجة الثانية 1941–42
الدوري السويدي الدرجة الثانية 1941–42 (بالسويدية: Division II i fotboll 1941/1942)‏ هو موسم من الدوري السويدي الدرجة الثانية. فاز فيه نادي براغي.